# 1508
1508 (MDVIII) je bilo prestopno leto, ki se je po julijanskem koledarju začelo na soboto.

## Dogodki
- 1. januar

## Rojstva
- 9. junij - Primož Trubar, slovenski protestanski duhovnik, pisatelj in prevajalec († 1586)
- 9. december - Regnier Gemma Frisius, belgijski (flamski) matematik, kozmograf, kartograf, zdravnik, astronom († 1555)

## Smrti
Neznan datum
- Elizabeta Korvin, ogrska princesa (*  1496)
- Izak Abravanel, portugalski judovski državnik, filozof (* 1437)